# Dolichopus virginiensis
Dolichopus virginiensis är en tvåvingeart som beskrevs av Van Duzee 1921. Dolichopus virginiensis ingår i släktet Dolichopus och familjen styltflugor. Inga underarter finns listade i Catalogue of Life.